# Ніль-ідеал
У теорії кілець, лівий, правий або двосторонній ідеал I кільця R називається ніль-ідеалом якщо всі його елементи нільпотентними, тобто для кожного {\displaystyle a\in I} існує натуральне число n для якого {\displaystyle a^{n}=0.} Якщо всі елементи кільця є нільпотентними (це можливо лише для кілець без одиниці), то кільце називають ніль-кільцем.

## Приклади
- Будь-який нільпотентний ідеал є ніль-ідеалом.
- Якщо a є нільпотентним елементом комутативного кільця, то головний ідеал (a) є ніль-ідеалом. Для некомутативних кілець у загальному випадку це не так.
- Нільрадикал комутативного кільця є прикладом ніль-ідеалу. Він є максимальним ніль-ідеалом комутативного кільця і будь-який ідеал є ніль-ідеалом тоді і тільки тоді, коли він є підмножиною нільрадикалу. Натомість для некомутативних кілець множина нільпотентних елементів може не бути ідеалом.
- Перетин простих двосторонніх ідеалів кільця (простий радикал або радикал Бера) є ніль-ідеалом.
- Простий радикал кільця {\displaystyle \prod _{i=1}^{\infty }\mathbb {Z} /2^{n}\mathbb {Z} } є ніль-ідеалом але не є нільпотентним ідеалом. Вказане кільце є комутативним тому простий радикал для нього є нільрадикалом і є множиною всіх нільпотентних елементів. Зокрема усі {\displaystyle x_{n},} де в {\displaystyle x_{n}} усі елементи добутку є рівними 0 окрім 2 на позиції n є нільпотентними  (оскільки {\displaystyle x_{n}^{n}=0} ) і належать нільрадикалу. Проте цей ідеал не є нільпотентним оскільки для довільного натурального n виконується {\displaystyle x_{k}^{n}\neq 0,\ \forall k>n.}

## Властивості
- Нехай {\displaystyle A\subset B} — двосторонні ідеали кільця R. Якщо A є ніль-ідеалом кільця R, а B/A є ніль-ідеалом кільця R/A, то B є ніль-ідеалом кільця R.

Візьмемо довільний елемент {\displaystyle x\in B.} Оскільки B/A є ніль-ідеалом, то існує натуральне число n для якого {\displaystyle x^{n}\in A.} Але A є ніль-ідеалом, тож існує натуральне число m для якого {\displaystyle x^{nm}=(x^{n})^{m}=0.} Тому x є нільпотентним елементом.
- Сума довільної сім'ї ніль-ідеалів є ніль-ідеалом.

Кожен елемент такої суми є сумою скінченної кількості елементів, тож достатньо довести твердження для скінченної кількості доданків і за індукцією лише для двох доданків. Нехай A і B — двосторонні ніль-ідеали. Тоді {\displaystyle (A+B)/A\simeq A/(A\cap B).} Ідеал {\displaystyle A/(A\cap B)} є очевидно ніль-ідеалом, тому і {\displaystyle (A+B)/A} є ніль-ідеалом. Зважаючи, що за умовою A є ніль-ідеалом, то з попередньої властивості випливає, що і сума A і B є ніль-ідеалом.
- З попередньої властивості випливає, що сума усіх ніль-ідеалів кільця є максимальним ніль-ідеалом. Він називається верхнім нільрадикалом кільця.
- Не відомо чи є сума двох односторонніх ніль-ідеалів ніль-ідеалом. Дане твердження називається гіпотезою Кете.
- Довільний односторонній ніль-ідеал є підмножиною радикала Джекобсона.

Розглянемо доведення для кілець з одиницею. Якщо {\displaystyle r\in R} — нільпотентний елемент, то 1 -r є оборотним. Справді, якщо {\displaystyle r^{n}=0} то {\displaystyle (1-r)(1+r+\ldots +r^{n-1})=1.}
Якщо I є правим ніль-ідеалом, то для усіх {\displaystyle i\in I,r\in R} елемент {\displaystyle ir\in I} є нільпотентним і тому {\displaystyle 1-ir} є оборотним. Тому i належить радикалу Джекобсона. Для лівих ідеалів доведення аналогічне.
- Для будь-якого правого кільця Артіна довільний ніль-ідеал є нільпотентним ідеалом.

Ця властивість є наслідком попередньої і того факту, що для артинових кілець радикал Джекобсона є нільпотентним. Для простоти припустимо, що в кільці є одиничний елемент. Із властивості обриву спадних послідовностей, послідовність степенів радикала Джекобсона стабілізується. Нехай всі достатньо великі степені радикала Джекобсона рівні A. Припустимо, що {\displaystyle A=A^{2}\neq 0.} Із властивості Артіна випливає, що існує мінімальний правий ідеал L для якого {\displaystyle LA=\neq 0} і відповідно {\displaystyle \lambda \in L} для якого {\displaystyle \lambda A\neq 0.} Правий ідеал {\displaystyle \lambda A} задовольняє властивості {\displaystyle (\lambda A)A=\lambda A\neq 0} і {\displaystyle \lambda A\subset L.} Із мінімальності L випливає, що {\displaystyle \lambda A=L.} Зокрема для деякого {\displaystyle a\in A} маємо {\displaystyle \lambda a=\lambda .} Але A є підмножиною радикала Джекобсона і тому a -1 є оборотним елементом. Тож {\displaystyle \lambda =0,} що призводить до суперечності. Тому A, який є степенем радикала Джекобсона є нульовим ідеалом, що завершує доведення.
- Теорема Левицького: для правого нетерового кільця будь-який (одно- чи двосторонній) ніль-ідеал є нільпотентним.